# 苗竹贤
苗竹贤（1916年—1991年），男，直隶（今河北）乐亭人，中华人民共和国政治人物，曾任吉林省政协副主席，吉林省工商业联合会主任委员。